# Zamek w Lubaczowie
Zamek w Lubaczowie – nieistniejący zamek króla Kazimierza Wielkiego zbudowany pomiędzy latami 1340-1360 w Lubaczowie w województwie podkarpackim.
W południowej części miasta nad błotami i nad rzeką Lubaczówką usytuowany był zamek królewski, nie związany z drewniano-ziemnymi umocnieniami miejskimi. Już wcześniej w Lubaczowie znajdował się ośrodek wchodzący być może w skład Grodów Czerwieńskich. Badania archeologiczne doprowadziły do odkrycie drewnianych pozostałości wałów grodu budowanych w konstrukcji skrzyniowej i datowanych na X wiek. W 1214 roku Lubaczów i okoliczne terytoria zostały w Traktacie spiskim z królem węgierskim Andrzejem II przekazane wojewodzie krakowskiemu Pakosławowi Lasocicowi z rodu Awdańców, będącego urzędnikiem księcia Leszka Białego. W 1225 roku ziemie wokół Lubaczowa zostały spustoszone w wyniku walk między Polakami i Danielem Halickim a Węgrami. Na miejscu grodu król Kazimierz Wielki w latach 1340-1360 wzniósł zamek co wzmiankowali Janko z Czarnkowa w Kronice Katedralnej Krakowskiej, a potem Jan Długosz. W latach 1372-1377 Lubaczów znalazł się w zarządzie Władysława Opolczyka. W 1377 r. zamek został przekazany dożywotnio księciu Jerzemu Narymuntowiczowi. W 1388 roku Władysław Jagiełło przekazał ziemię bełską w lenno księciu mazowieckiemu Siemowitowi IV Młodszemu wraz z zamkiem w Lubaczowie i zamkami Bełz, Busk i Horodło. Być może to książęta mazowieccy zbudowali część murów zamkowych. W 1462 roku po śmierci będącego polskim lennikiem Władysława II płockiego, zamek w Lubaczowie wraz z całą ziemią bełską został inkorporowany przez króla Kazimierza Jagiellończyka w skład Królestwa Polskiego.
Najstarszy opis zamku lubaczowskiego pochodzi z 1534 r. Składał się on wówczas z przygródka i właściwego zamku. Zamek właściwy składał się z częściowo murowanej wieży, muru z blankami i piwnicy pod izbą czeladną. Przygrodek otoczony był niską drewnianą ścianą z izbic z 2 trzema basztami, a zabudowa składała się z dwóch kurnych chałup i browaru. Obok przygródka stała łaźnia. Z przygródka na zamek usytuowany na wzniesieniu wejście wiodło poprzez most. W 1578 roku w inwentarzu opisano już drewniane czteroskrzydłowe założenie z dziedzińcem. Upadek rezydencji zapoczątkowały najazdy Tatarów w końcu XVI i w pierwszej połowie XVII wieku. W lustracji z 1662 roku wymieniono budynek z ośmioma izbami i sklepionymi piwnicami.  
Około 1780 roku zbudowano w południowej części wzgórza prostokątny budynek a w części wschodniej powstał na rzucie litery L barokowy parterowy dwór z dachem mansardowym (zwany Winklem). Po 1820 roku dwór wraz z majątkiem kupił Karol Pawłowski. W 1876 roku właścicielem dworu i majątku stała się rodzina Gołuchowskich. W 1911 roku rozebrano budynek prostokątny, natomiast dwór istniał do 1945 roku, a następnie w ciągu kilku lat został rozebrany. 
Do dzisiaj zachował się od południa Wzgórza fragment muru zbudowanego przypuszczalnie w XV wieku oraz fragment piwnicy z XVII lub XVIII wieku. Teren dawnego zamku znajduje się po wschodniej stronie ulicy Sobieskiego.
W 1984 roku Michał Proksa z PP PKZ O/Rzeszów odkrył na wzgórzu średniowieczny mur o grubości 2 metrów i fundamenty wieży.